# مروج (الكويت)

مروج هو مجمع تجاري وترفيهي يقع في منطقة صبحان الصناعية في الكويت، ويُعد من أبرز وجهات الترفيه والتسوق في الدولة.

## التصميم والتطوير
طُور المجمع من قبل شركة الجزيرة للتطوير العقاري، وتصميمه بواسطة شركة شركة آر 204 للتصميم في لوس أنجلوس، وتنفيذ المشروع بواسطة شركة Lab 100.

## المرافق
يضم مجمع مروج أقسامًا متعددة تشمل:
- مناطق للطعام والمشروبات.
- مساحات للتسوق تحتوي على علامات تجارية فاخرة.
- أقسام للرياضة واللياقة البدنية والترفيه.
- حدائق ومساحات خارجية توفر بيئة مريحة للزوار.[3]

## الجوائز
في عام 2016، حصل مجمع مروج على جائزة المجلس الدولي لمراكز التسوق (ICSC) عن فئة التطوير والتصميم، ما يبرز مكانته كمركز تجاري وترفيهي مبتكر في المنطقة.